# Spodoptera yernauxi
Spodoptera yernauxi är en fjärilsart som beskrevs av Gustaaf Hulstaert 1924. Spodoptera yernauxi ingår i släktet Spodoptera och familjen nattflyn. Inga underarter finns listade i Catalogue of Life.